# Asiatique (humain)
Pour les articles homonymes, voir Asiatique.

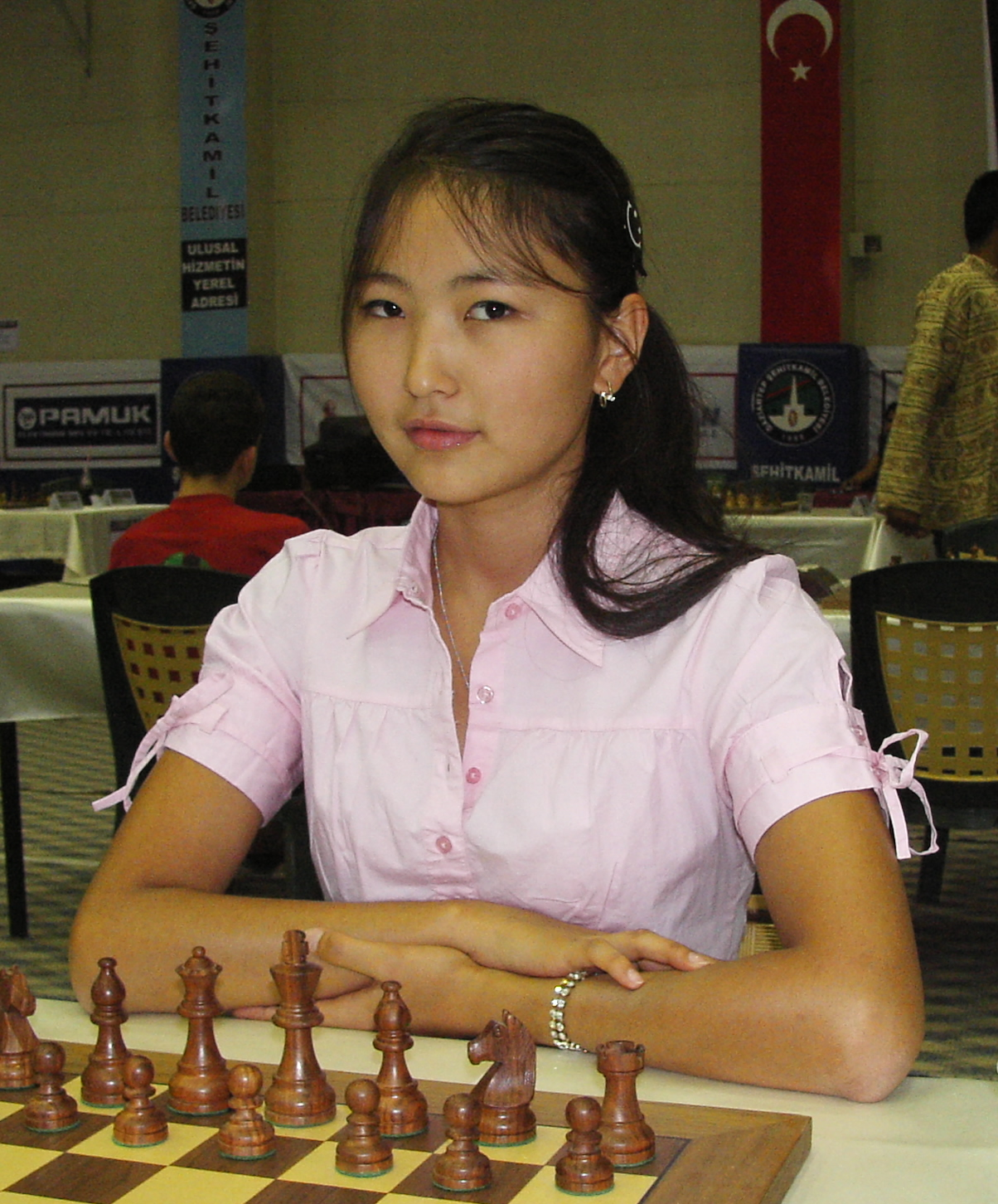
Guliskhan Nakhbayeva, joueuse d'échecs kazakhe.

Un ou une Asiatique est une personne originaire d'Asie.
En français, l'adjectif asiatique désigne, au sens large, tout ce qui se rapporte à l'Asie : dans le langage courant, quand il se rapporte à des personnes, il est cependant essentiellement utilisé pour désigner les populations présentant des caractéristiques physiques d'Asie de l'Est, d'Asie du Sud-Est et de certaines régions d'Asie centrale, par abus de langage. Les personnes originaires d'autres régions d'Asie comme le Moyen-Orient ou le sous-continent indien ne sont que rarement appelées Asiatiques, bien qu'elles le soient également.

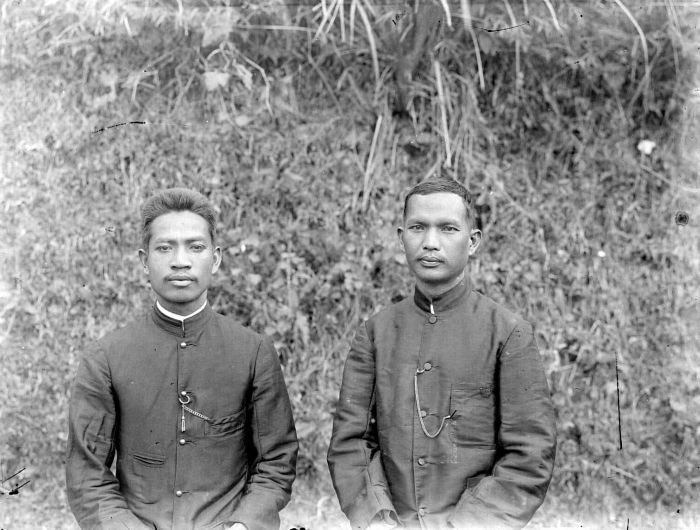
Hommes de l'ethnie Batak aux Indes orientales néerlandaises, actuelle Indonésie.

## Définition, synonymes et usages

### Processus deracisationdes populations asiatiques
Au milieu du XVIIIe siècle, plusieurs scientifiques européens découpent l'humanité en plusieurs races. Le naturaliste Georges-Louis Leclerc de Buffon est l'un des premiers à classer l'humanité en six races : la « race polaire », la « race tartare », la « race asiatique australe », la « race européenne », la « race nègre » et la « race australienne ». Sa classification, qui se veut reposer sur des critères biologiques, reflète en réalité une vision ethnocentriste occidentale dans laquelle plus une race est perçue comme belle, plus elle serait civilisée. Ainsi, Buffon estime qu'au sein de la race tartare, certaines populations sont plus ou moins « dégénérées » par rapport à ce qu'il considère le modèle idéal. Carl von Linné, zoologiste et botaniste suédois, divise l'humanité en quatre groupes humains en se basant sur leur couleur de peau : pour lui les Européens sont blancs, les Africains sont noirs, les Amérindiens sont rouges et les Asiatiques sont jaunes. Vers 1780, l'anthropologue allemand Johann Friedrich Blumenbach établit une autre classification, en ajoutant d'autres critères comme la taille du crâne pour distinguer les races : caucasienne, mongole, éthiopienne, américaine et malaise. Pour lui, les peuples tartares sont européens tandis que les Mongols seraient asiatiques. La race malaise de Blumenbach, qu'il nomme aussi « race brune », couvre une grande partie de l'Asie du Sud, l'Asie de l'Est ainsi que l'Océanie. Toutes ces classifications conçoivent la « race blanche » comme étant supérieure aux autres. La « race brune », dans la vision de Blumenbach, s'insère ainsi entre les Blancs jugés beaux et les Mongols jugés laids, comme une sorte de « tampon » intermédiaire. De telles classifications servent les politiques de colonisation menées par les puissances européennes dans le monde.
Au XXe siècle, en 1933, l'anthropologue français George Montandon utilise des critères anthropométriques pour diviser l'humanité en cinq grandes races différentes divisées elles-mêmes en vingt races. Parmi elles, on trouve ainsi la « race orientale ou sémitique », la « race pré-asiatique » ou proche-orientale, la « race asiatique ».
Les termes de « race jaune », « population de couleur jaune », ou simplement de « Jaunes » sont parfois employés pour qualifier ces populations. L'usage de cette terminologie a été particulièrement courant en Europe au XIXe siècle, en fonction de la classification des peuples humains selon un des critères apparents ou selon la théorie racialiste, dont la pertinence est aujourd'hui fortement contestée du point de vue scientifique.
L'emploi du terme Jaunes est, contrairement au cas des Blancs ou des Noirs, tombé dans une certaine désuétude dès la seconde moitié du XXe siècle. Ces expressions ont été remplacées en français par l'usage du terme Asiatiques, employé de manière très restrictive pour désigner l'ensemble des populations à la « peau jaune ». L'anglais emploie le terme plus précis de East Asians (Est-Asiatiques, ou originaires d'Asie de l'Est).
L'expression xanthoderme, du grec xanthos « blond » et derma « peau », a pu occasionnellement être employée.

### Caractéristiques
Selon les critères courants[réf. nécessaire], les individus issus de ces peuples présentent des couleurs de peau, soit claires et comparables à celles des individus de couleur blanche, soit cuivrées ; les cheveux sont noirs et raides et les yeux en amande à une paupière, souvent appelés « bridés » (épicanthus ou pli épicanthique) sont noirs ou bruns. Leurs gènes sont à la fois dominants et récessifs.
Les nuances de couleur de la peau proviennent de la mélanine. La peau asiatique[non neutre] possède la spécificité de posséder un mélange hétérogène des deux types de mélanine : la phéomélanine (dite « mélanine rouge » présente dans le type de peau blanche) et d'eumélanine (dite « mélanine noire » présente dans le type de peau noir). La variation de la proportion de chaque type de mélanine explique que la peau asiatique peut être plus ou moins foncée dans diverses régions de l'Asie.

## Galerie

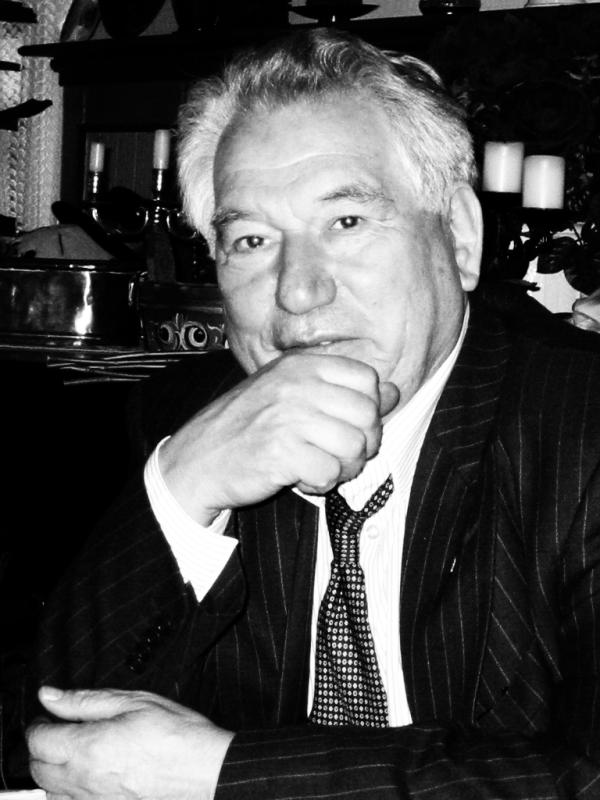
Tchinguiz Aïtmatov, écrivain kirghiz
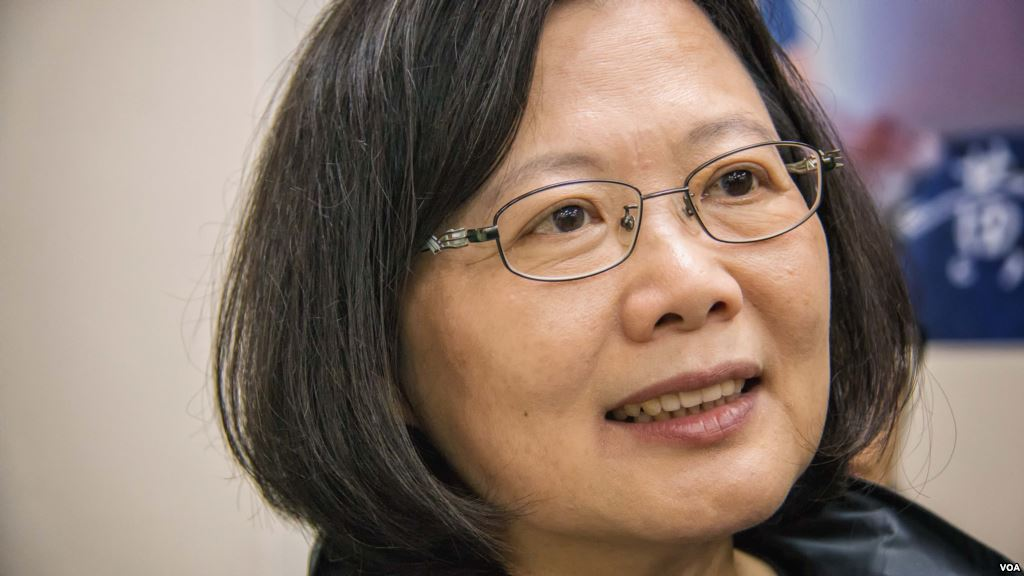
Tsai Ing-wen, ancienne présidente de Taïwan
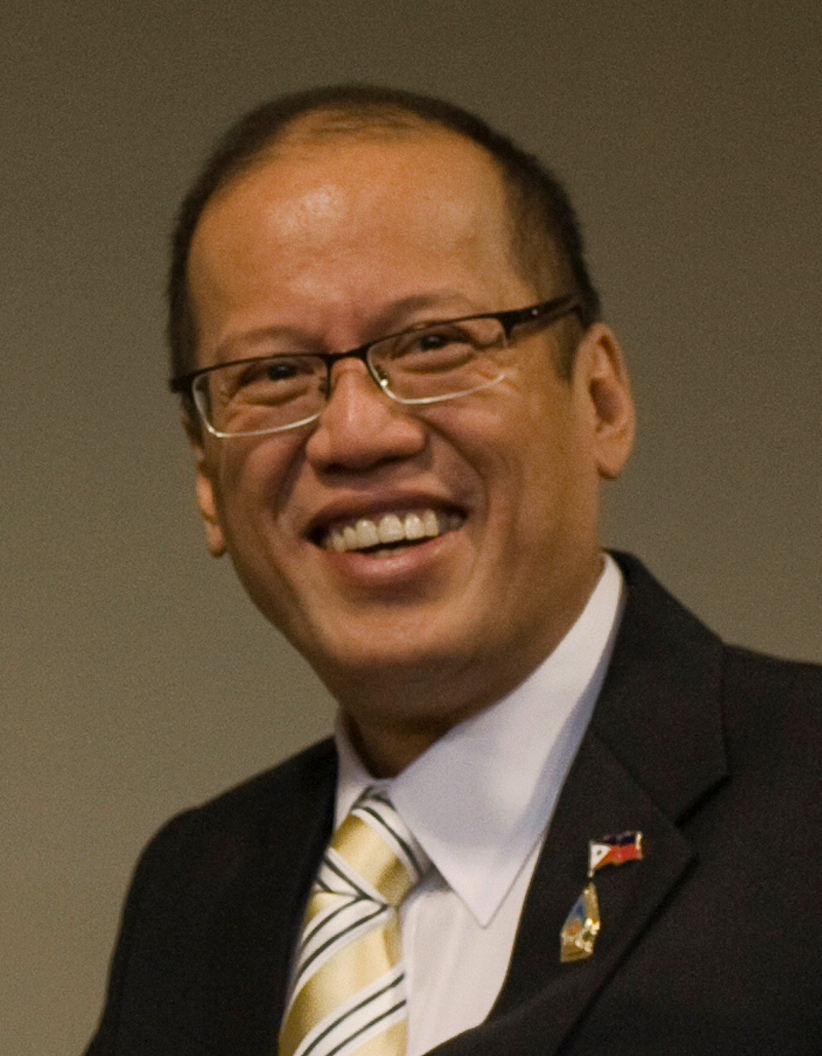
Benigno Aquino III, ancien président des Philippines
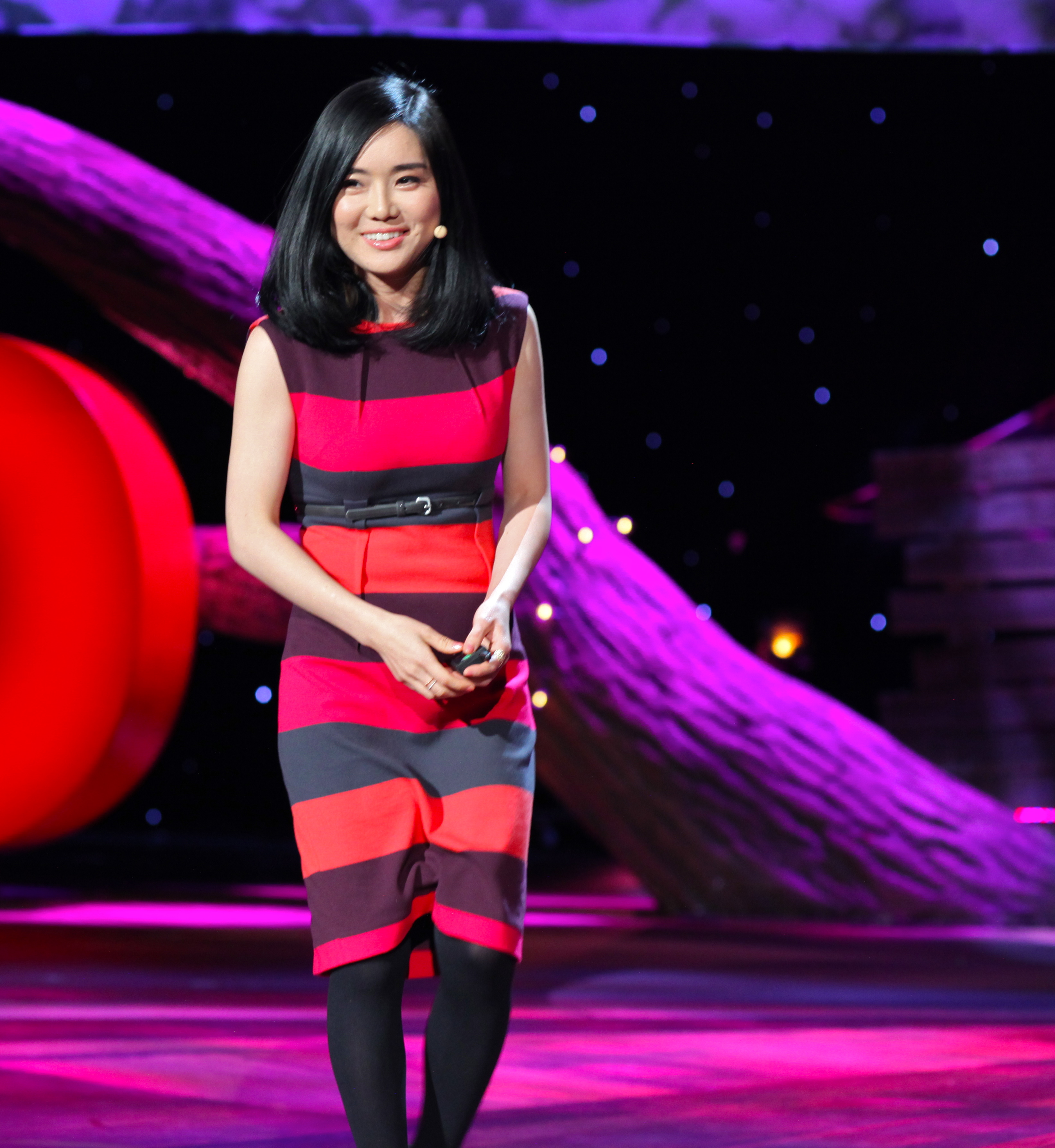
Lee Hyeon-seo, activiste nord-coréenne
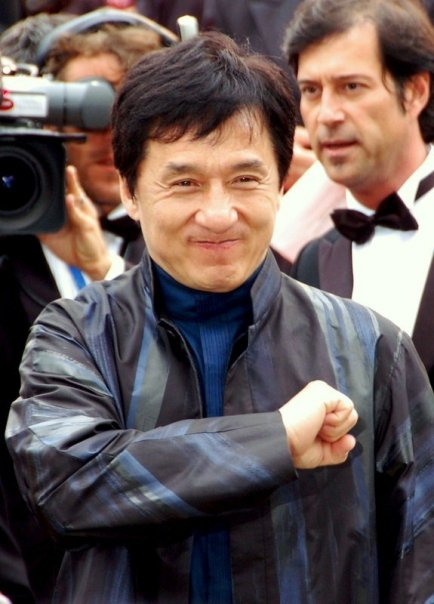
Jackie Chan, acteur chinois
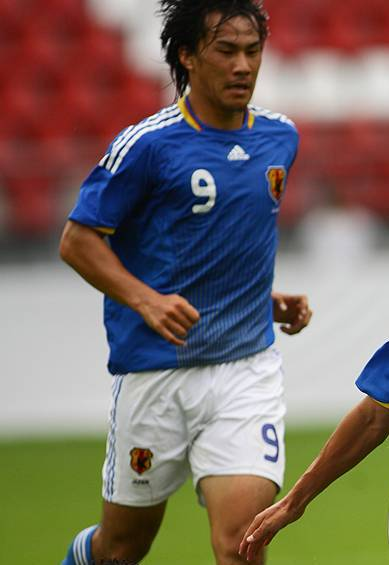
Shinji Okazaki, footballeur japonais
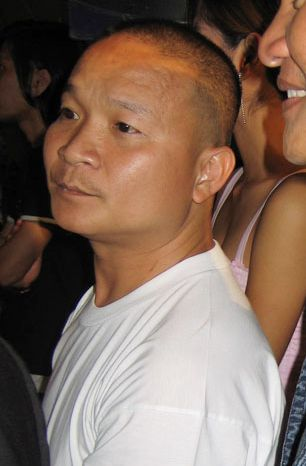
Petchtai Wongkamlao, acteur thaïlandais
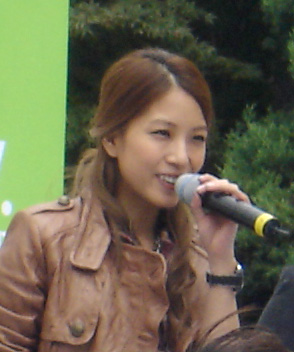
BoA, chanteuse sud-coréenne

.